# Médiathèque littéraire Gaëtan-Dostie
La Médiathèque littéraire Gaëtan-Dostie (MLGD) est un musée, une bibliothèque et un centre de conservation des arts littéraires du Québec et du Canada français, situé à Montréal au 1214, rue de la Montagne, entre la rue Sainte-Catherine et le boulevard René-Lévesque.
La Médiathèque propose un calendrier d'activités culturelles : soirées de chansons et poésies, lancements littéraires, soirées de cinéma,  ateliers de reliure et typographie, etc.

## Mission
La mission de la Médiathèque littéraire Gaëtan-Dostie est :
« À des fins littéraires, historiques et didactiques, rassembler et conserver le patrimoine documentaire québécois et celui des différentes communautés rattachées à la culture francophone en Amérique dont le Québec est le foyer le plus intense.
Diffuser ce patrimoine dans des lieux physiques et virtuels accessibles et en favoriser la compréhension littéraire, historique, sociale, politique et culturelle.
Organiser ou tenir des conférences, réunions, colloques, spectacles, expositions et, tous autres manifestations et événements ; constituer, développer, produire, rendre accessible et entretenir, des productions ou des outils multimédia ; le tout pour la recherche, le développement, la vulgarisation et la promotion de la littérature et de la culture des Français d'Amérique.
Constituer, recueillir, rassembler, restaurer, numériser une documentation multimédia; établir une centre de références et un site internet; produire, éditer, distribuer et diffuser une documentation multimédia pour les fins ci-dessus mentionnées »[réf. nécessaire].

## Origine du nom de la Médiathèque
La Médiathèque a été nommée en l'honneur de son fondateur, Gaëtan Dostie, un pédagogue, animateur culturel, essayiste et poète québécois.
Gaëtan Dostie collectionne les imprimés littéraires, manuscrits et autres artefacts des Français d'Amérique du Nord. Depuis 1976, il enregistre des poètes et des écrivains lors de la lecture publique de leurs œuvres.
En 2008, il a fondé la Médiathèque littéraire Gaëtan-Dostie.

## Les collections de la Médiathèque
Les collections de la médiathèque rassemblent quelque 40 000 imprimés du Québec comme de l'Amérique française, des archives multimédia, manuscrits, photos, œuvres d'art, notamment 500 heures de vidéos tournées depuis le Solstice de la poésie québécoise de 1976.

### Expositions permanentes
Une exposition permanentes couvre l’histoire de la littérature du Canada français de 1830 jusqu’à la Révolution tranquille. Quatre salons couvrent cette période : 
- Salon du Harfang des neiges (1830-1895) ;
- Salon Montréal, au temps de l’École littéraire (1895-1935) ;
- Salon Ouverture à la modernité (1936-1948) ;
- Salon L’âge des paroles.

D’autres salles sont dédiées à des écrivains en particulier, tels que le Salon Jacques-Ferron et le Salon Gaston-Miron.

### Expositions temporaires
- 2016- 2017 : Main d’œuvre : l'Atelier des arts graphiques, 1947-1956,  Roland Giguère, et les Éditions Erta, 1949-1992
- 2015-2016 : La Contre-culture au Québec, de 1955 à 1975 (exposition montée par le collectif Anarchives)
- 2014-2015 : Imprimés révolutionnaires d'un Québec insurgé, octobre 70 (exposition montée par le collectif Anarchives)
- 2011-2012 : L'Ordre de Bon Temps (1946-1956)